# Brooklyn Nets
Die Brooklyn Nets sind ein Basketball-Franchise aus der nordamerikanischen Basketballliga National Basketball Association (NBA). Das Franchise wurde 1967 als New Jersey Americans gegründet und war in Teaneck, New Jersey beheimatet. Bereits nach einem Jahr folgte der Umzug nach Long Island, New York und die Umbenennung in New York Nets. Von 1977 bis 2012 war das Team als New Jersey Nets in East Rutherford, New Jersey beheimatet und zog 2012 als Brooklyn Nets nach New York City in den Bezirk Brooklyn um.

## Teamgeschichte

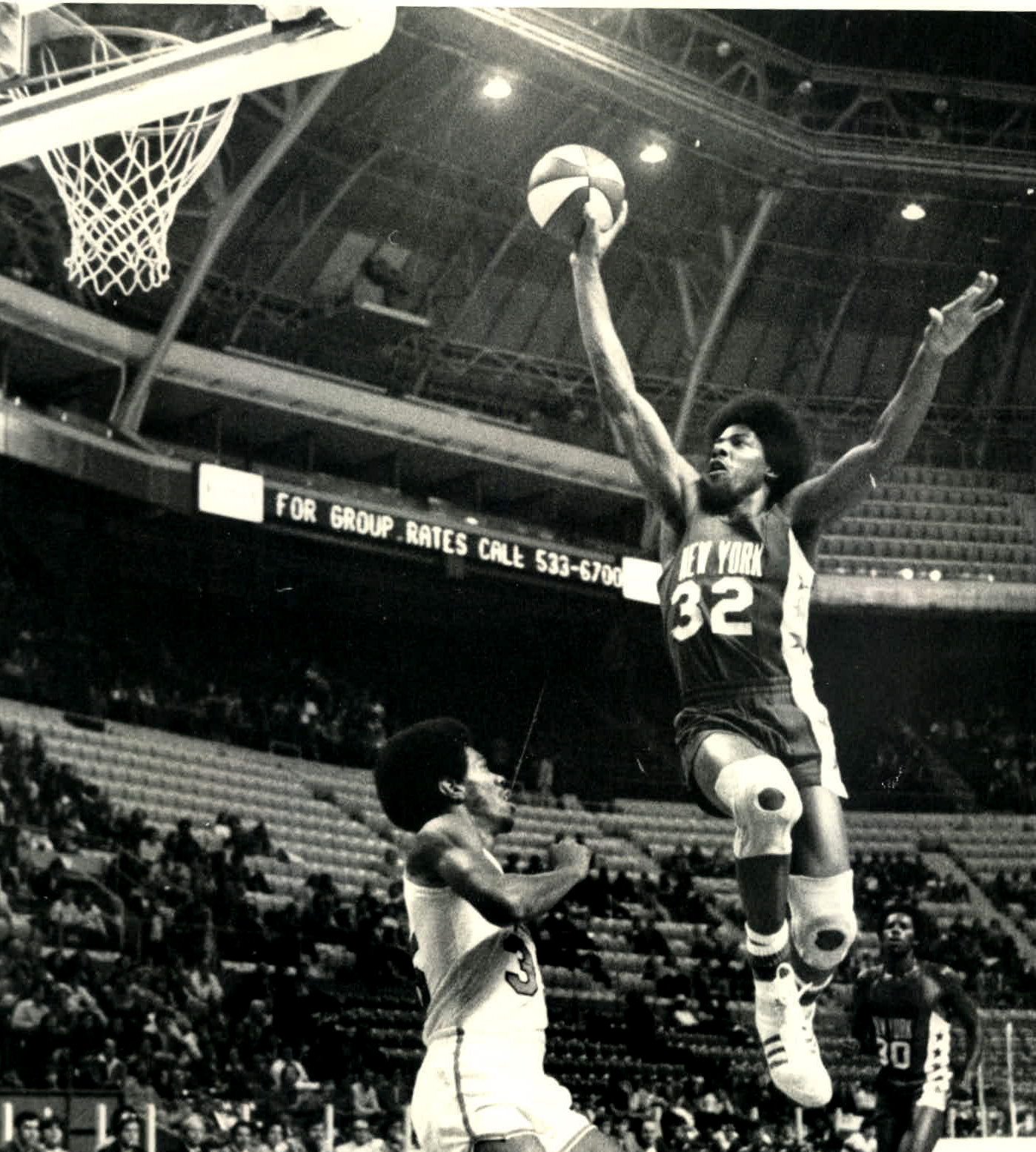
Julius Erving bei den New York Nets (1974)

Logo von 1997 bis 2012 als New Jersey Nets

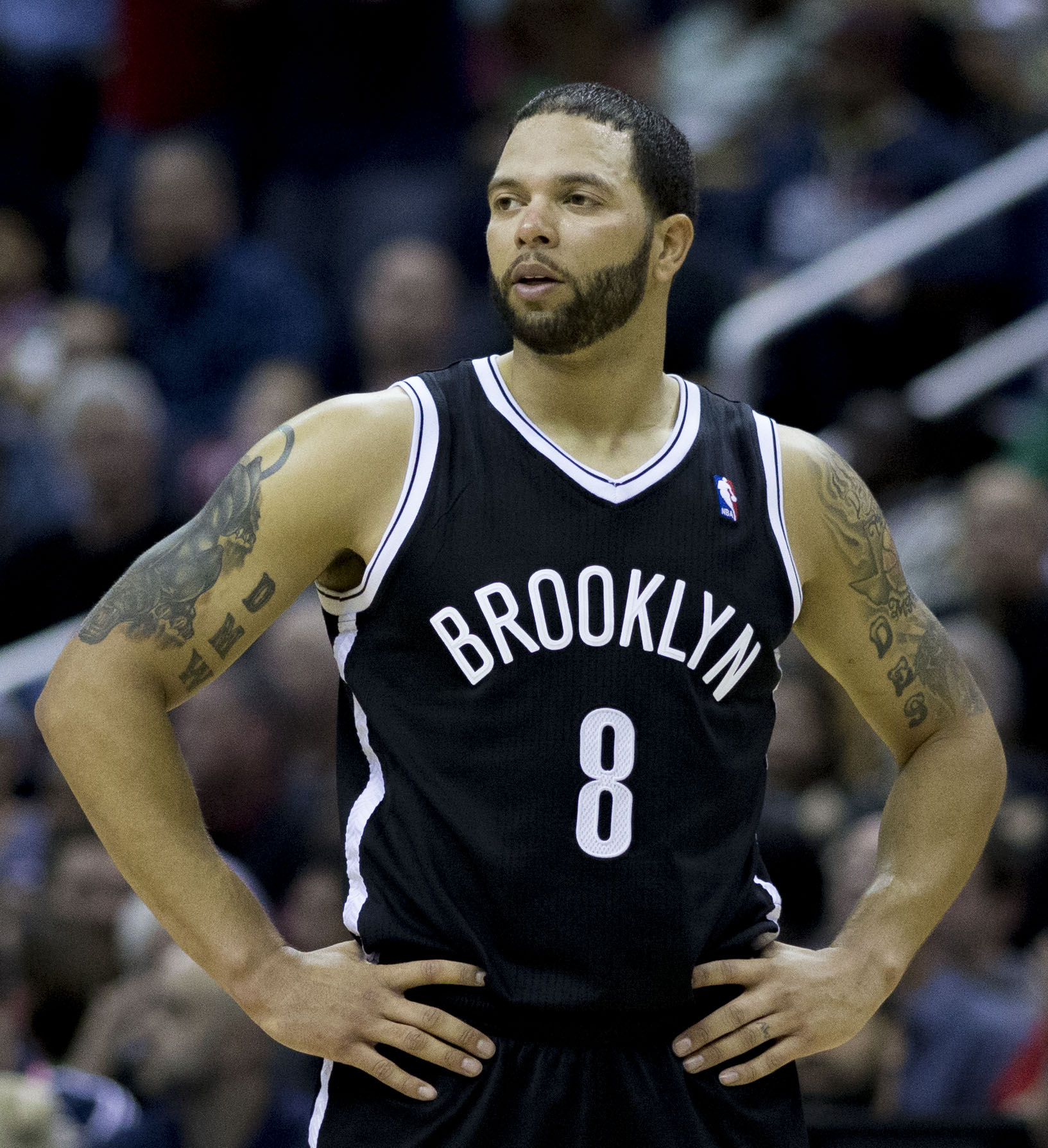
Point Guard Deron Williams spielte bis 2015 für die Nets

### Anfangsjahre in der ABA
Das 1967 als New Jersey Americans gegründete Franchise war eines der Gründungsmitglieder der American Basketball Association. Bereits in der nächsten Saison wurden durch einen Umzug nach Long Island aus den Americans die New York Nets.
In ihrer ersten Saison in New York standen 17 Siegen 61 Niederlagen gegenüber, mit Abstand die ligaweit schlechteste Bilanz. Schon in der nächsten Saison konnten sie die Bilanz deutlich verbessern und schaffte erstmals die Playoffs, in denen sie sich nach sieben Spielen den Kentucky Colonels geschlagen geben musste. 1970 holten die Nets mit Rick Barry erstmals einen Starspieler der ABA nach New York, zwei Jahre später wies ihre Bilanz erstmals mehr Siege als Niederlagen auf und ihnen gelang es in das Finale der Playoffs vorzustoßen, wo sie in sechs Spielen den Indiana Pacers unterlagen. Daraufhin verließ Barry die Nets und in der folgenden Saison 1972/73 erreichten sie nur die erste Runde der Playoffs.
Zu Beginn der Saison 1973/74 verpflichtete das Management Julius Erving. Er führte die Nets zur besten Bilanz der Liga und zum ersten Titel. In fünf Finalspielen gewannen sie mit ihm gegen die Utah Stars.
1974/75 konnten sie mit 58 Siegen die meisten Siege in der Geschichte der ABA einfahren, schaffte es jedoch nicht den Titel zu verteidigen. In der letzten ABA-Saison sicherten sie sich gegen die Denver Nuggets erneut die Meisterschaft. In dieser Zeit war Erving der dominierende Spieler der ABA und sicherte sich zwei Meisterschaften, drei MVP-Trophäen und drei ABA-Scoringtitel im Trikot der Nets. Bedingt durch die Auflösung der ABA und dem Wechsel der Nets in die NBA, konnten die Nets aufgrund des Beitrittsbeitrag an die NBA und Kompensationsbeitrag an die New York Knicks, der für den Wechsel in den gleichen Markt von den Knicks verlangt wurde, Erving nicht mehr halten und ließen diesen zu den Philadelphia 76ers ziehen.

### Als New Jersey Nets in der NBA

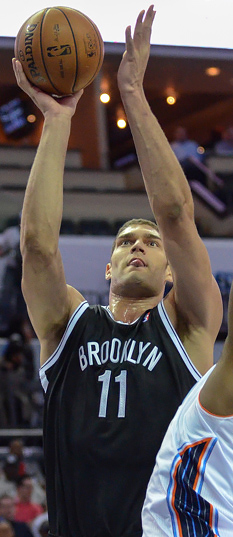
Center Brook Lopez (2008 bis 2017) im Trikot der Nets

Nach dem Ende der ABA wechselten die Nets schließlich zur Saison 1977 in die NBA. Auch in der NBA siedelten sie nach nur einem Jahr erneut um und kehrten unter dem Namen New Jersey Nets in den Nachbarstaat zurück. Das Team hat durch die vielen Umzüge nie eine größere Fanbase entwickeln können und gehörte, was die Zuschauerzahlen anging, zu den unpopulärsten Teams der NBA. Dies ist auf den weitaus beliebteren Nachbarn, die New York Knicks aus Manhattan, zurückzuführen, der trotz jahrelanger schlechter Leistungen immer noch in der Gunst der Fans ganz oben steht. Die Nets gehörten in den 1980er Jahren jedoch ebenfalls nicht zu den erfolgreichen Teams. Zwar konnte man sich zwischen 1982 und 1986 fünfmal in Folge für die Playoffs qualifizieren, erreichte jedoch nur 1984 die zweite Playoffrunde. Das Team bestand zu jener Zeit aus dem talentierten Frontcourt um Buck Williams und Mike Gminski sowie aus den Veteranen Otis Birdsong und Micheal Ray Richardson. Das Ende der 1980er war durch Erfolglosigkeit geprägt. Dies hatte zur Folge, dass man sich über die NBA-Draft mit jungen Talenten wie Derrick Coleman und Kenny Anderson verstärken konnte. Zudem wechselte 1991 Dražen Petrović zum Team und die Nets erreichten in den folgenden drei Jahren die Playoffs, wo jedoch erneut in der ersten Runde Schluss war. Nach dem Tod ihres Starspielers Petrović im Jahre 1993, erreichte man noch 1994 die Playoffs, dann folgte der Neuaufbau ohne Coleman. Nach einer kurzen erfolglosen Durststrecke, erreichten die Nets mit neuen Spielern wie Sam Cassell und Keith Van Horn sowie Trainer John Calipari 1998 wieder die Playoffs, wo man den Chicago Bulls mit 0—3 in der ersten Runde unterlag. Das talentierte Team konnte jedoch auf Grund von Verletzungsproblemen der Hoffnungsträger Van Horn und Kerry Kittles nie die Erwartungen erfüllen und verpasste die Playoffs in den folgenden beiden Jahren.
Durch die Verpflichtung von Jason Kidd im Jahre 2001 bildeten die Nets mit ihm, Kenyon Martin, Richard Jefferson, Van Horn und Kittles eine talentierte Starting Five. Die größten Erfolge in der NBA gelangen den Nets in den Jahren 2002 und 2003 als sie beide Male den Conference-Titel erlangten. In den Finals unterlagen sie anschließend aber den Los Angeles Lakers und den San Antonio Spurs. Der prägende Spieler des Franchise war zu dieser Zeit Jason Kidd. Kidd blieb bis 2008 bei den Nets. In dieser Zeit bildete er mit Vince Carter, der 2004 zum Team stieß, und Jefferson ein starkes Trio, das bis 2007 regelmäßiger Playoffteilnehmer blieb. Nach Kidd verließen auch Jefferson und Carter das Franchise und die Nets fielen Ende der 2000er in die Bedeutungslosigkeit zurück.
Zu Beginn der Saison 2009/10 stellten die Nets einen unrühmlichen Rekord auf. Mit der Niederlage am 2. Dezember gegen die Dallas Mavericks verloren sie zum 18. Mal hintereinander seit Beginn der Saison. Damit übertrafen sie den Rekord der Miami Heat aus dem Jahre 1988 und der Los Angeles Clippers aus dem Jahre 1999, die beide 17 Mal hintereinander zu Beginn einer Saison verloren hatten. Mit ihrem ersten Sieg am 4. Dezember gegen die Charlotte Bobcats konnten sie die Serie beenden. Zur Saison 2010/11 übernahm Avery Johnson den Posten des Trainers. Im Februar 2011 ertradeten sich die Nets Deron Williams von den Utah Jazz. Mit ihm und Brook Lopez sollten die Playoffs unter dem neuen Besitzer Mikhail Prokhorov erreicht werden.

### Umzug nach Brooklyn
2004 wurde das Team an Bruce Ratner verkauft, der ankündigte, es nach Brooklyn in New York City zu holen. Das dafür vorgesehene Barclays Center, vom bekannten Architekten Frank Gehry entworfen, steht auf historischem Terrain, an jenem Platz, der den Brooklyn Dodgers 1957 verweigert wurde und das Kernstück einer wirtschaftlichen und sozialen Wiederbelebung der heruntergekommenen Downtown Brooklyns sein soll. Die Bauarbeiten für die Arena begannen am 11. März 2010. Um die Zeit bis zur Fertigstellung der neuen Arena in Brooklyn zu überbrücken, gaben die Nets bekannt, dass sie ab der Saison 2010/11 im Prudential Center in Newark spielen würden. Am 12. April 2010 bestritten die Nets ihr letztes Spiel im Izod Center. Mit der Niederlage gegen die Charlotte Bobcats verließen die Nets nach 29 Jahren die Arena in East Rutherford. Die Nets zogen nach der Saison 2011/12 – nach 35 Jahren in New Jersey – nach Brooklyn um.
Während der Offseason 2012 wurden die Verträge von Deron Williams, Gerald Wallace, Kris Humphries und Brook Lopez verlängert. Zudem wurde der mehrmalige All-Star Joe Johnson von den Atlanta Hawks verpflichtet.
Während der Saison 2012/13 konnte beim 107:68-Sieg in Orlando am 10. November 2012 mit 39 Punkten Differenz ein neuer Klubrekord für die höchste Differenz bei einem Sieg in einem Auswärtsspiel aufgestellt werden. Die alte Bestmarke wurde bisher mit 34 Punkten gegen die Philadelphia 76ers (15. Januar 1986) gehalten. Nach einem guten Start in die Saison konnten sich die Nets zunächst in der Spitzengruppe der Eastern Conference etablieren. Im Dezember folgte eine Serie von Niederlagen und die Nets rutschten ins Mittelfeld ab. Daraufhin wurde am 27. Dezember 2012 Headcoach Avery Johnson von seinen Aufgaben entbunden. Unter Interimstrainer P.J. Carlesimo ergatterten die Nets als Vierter der Eastern Conference am 21. März 2013 erstmals seit der Saison 2006/07 einen Platz in den Playoffs. Dort verloren sie jedoch bereits in der ersten Runde nach sieben Spielen vor heimischem Publikum. Kurz darauf erfolgte die Trennung von Headcoach P.J. Carlesimo, der erst im Dezember als Headcoach die Mannschaft übernommen hatte. Nachfolger wurde der ehemalige Nets-Spieler Jason Kidd.
Bereits kurz nach der Verpflichtung Kidds als Headcoach gaben die Nets die nächsten Spielerwechsel bekannt. Per Trade sicherte sich das Team die Dienste von Kevin Garnett, Paul Pierce und Jason Terry, die alle von den Boston Celtics nach Brooklyn wechselten. Im Gegenzug verließen unter anderem Gerald Wallace, Kris Humphries, Marshon Brooks und künftige Picks den Club in Richtung Boston. Am 23. Februar 2014 gaben die Nets Jason Collins einen Zehntagesvertrag. Damit sind sie die erste US-amerikanische Profimannschaft, die einen offen Homosexuellen als Spieler hat. Die Verkaufszahlen von Collins’ Trikot stiegen rasant in die Höhe, dessen Einnahmen komplett gespendet werden sollen. Am 5. März erhielt Collins einen neuen Zehntagesvertrag. Trotz des erneut langen Ausfall von Center Lopez, endete die Saison sportlich in der zweiten Runde der Play-offs. Dort unterlagen die Nets den Miami Heat mit 1:4 Siegen. Im Anschluss an die Saison kam es zu Unstimmigkeiten zwischen Headcoach Jason Kidd und dem Management des Clubs. Kidd wurde daraufhin von seinen Aufgaben entbunden und wurde neuer Headcoach der Milwaukee Bucks.
Nachfolger zur Saison 2014/2015 wurde Lionel Hollins, der zuvor bis 2013 für die Memphis Grizzlies tätig war. Hollins erhielt einen Vertrag bis 2017. Pierce verließ das Team in Richtung Washington Wizards. So startete man ohne große Veränderungen in die neue Saison. Die Nets erreichten die Playoffs, schieden jedoch gegen die Atlanta Hawks in der ersten Runde aus. Während der Offseason 2015 wurde Deron Williams von den Nets entlassen. Dieser konnte die Erwartungen seit seiner Vertragsverlängerung nicht erfüllen.
Die Saison 2015/16 verlief enttäuschend. Headcoach Hollins wurde nach einem 10-27 Saisonstart als Trainer entlassen und durch Tony Brown ersetzt. Der langjährige Starspieler Joe Johnson einigte sich mit den Nets auf einen Buyout. Brooklyn erreichte nur 21 Siege und verpasste damit klar die Play-offs. In der Folge setzten die Nets auch 2016/2017 voll auf einem Umbau des Kaders und installierten mit Kenny Atkinson einen neuen Headcoach, der den langfristigen Neuaufbau umsetzen soll. Zuvor war Atkinson bereits als Assistant-Coach bei den New York Knicks und den Atlanta Hawks tätig. Trotz Neuverpflichtungen wie Jeremy Lin und Luis Scola endete die Spielzeit 16/17 erneut enttäuschend mit einer Bilanz von 20 Siegen und 62 Niederlagen. Aufgrund des Transfers mit den Celtics um Pierce und Garnett im Jahre 2013, verloren die Nets ihre Erstrundenpicks, die in den Draft 2016 und 2017 hohe Draftplatzierungen versprachen. 2017 hätten die Nets sogar an erster Stelle ziehen dürfen. Kurz vor dem Draft entschlossen sich die Nets das Gesicht ihres Franchises der letzten Jahre Brook Lopez für Center Timofey Mozgov und das Talent D’Angelo Russell zu den Los Angeles Lakers zu tauschen.
Die Saison 2017/18 verlief mit 28 Siegen etwas erfolgreicher, jedoch verpasste das Team, bestehend aus vielen jungen Spielern, wie Russell, Caris LeVert, Spencer Dinwiddie, Jarrett Allen, Joe Harris und Rondae Hollis-Jefferson, die Playoff deutlich. Im Jahr darauf gingen die Nets mit nahezu unverändertem Kader in die neue Saison und konnten sich dank der deutlichen Steigerung von D’Angelo Russell, der auch NBA All-Star wurde, sowie Dinwiddie oder Jarrett Allen insgesamt 42 Saisonsiege erreichen und sich erstmals nach 2015 wieder für die Playoffs qualifizieren.

### Die Durant-und-Irving-Ära (2019 bis 2023)
Im Sommer 2019 wechselten nach Kevin Durant (von Meister Golden State Warriors) auch Kyrie Irving (von den Boston Celtics) und DeAndre Jordan (von den New York Knicks) zu den Nets.
Die verkürzte Saison 2019/20 beendeten die Nets mit 35 Siegen und 37 Niederlagen. In den Playoffs schieden sie mit 0-4 gegen die Toronto Raptors in Runde 1 aus. Kevin Durant kam dabei die gesamte Saison aufgrund seiner Achillessehnenverletzung aus den NBA Finals 2019 nicht zum Einsatz.

#### „Big Three“ mit James Harden (2021 bis 2022)
Am 14. Januar 2021 wurde bekannt, dass James Harden von den Houston Rockets neuer Nets-Spieler wird. Die Presse sprach in diesem Zusammenhang von einer neuen „Big Three“ bestehend aus Durant, Irving und Harden. Als Teil des Harden-Deals verließen Center Jarrett Allen (zu den Cleveland Cavaliers) und Guard Caris LeVert (via Houston Rockets zu den Indiana Pacers) die Nets.
Trotz vermehrter Ausfälle von Irving, Harden und Durant beendeten die Nets die reguläre Saison 2020/21 auf Platz 2 im Osten mit 48 Siegen und 24 Niederlagen. In den Playoffs scheiterten sie jedoch in sieben Spielen an den Milwaukee Bucks, nachdem sich Irving und Harden beide im Verlauf der Serie verletzten.
Während der Saison 2021/22 forderte Harden einen Trade. Kurz vor Ende der Trade-Deadline wurden daraufhin Harden u. a. im Gegenzug für Ben Simmons und Seth Curry zu den Philadelphia 76ers getauscht. Nach einer sportlich durchwachsenen Saison belegten die Nets lediglich Platz 7 mit einer Bilanz von 44:38 Siegen und wurden in vier Spielen von den Boston Celtics aus den Playoffs gefegt.

### Ende der Ära und Neuaufbau mit Mikal Bridges (seit 2023)
Am 6. Februar 2023, zum Ende der Transferperiode wurde Irving, nach einer überraschenden Transferanfrage, zusammen mit Markieff Morris zu den Dallas Mavericks getauscht. Im Gegenzug erhielten die Nets Spencer Dinwiddie (welcher bereits von 2018 bis 2021 für die Nets aktiv war), Dorian Finney-Smith, ein Erstrundenwahlrecht in 2029 und zwei für die zweite Runde (2027 und 2029).
Daraufhin forderte auch Durant erneut einen Trade, woraufhin dieser in einem Trade mit vier Teams in Richtung Phoenix Suns getauscht wurde. Insgesamt gaben die Nets Kevin Durant, T. J. Warren und Bargeld ab und erhielten Mikal Bridges, Cameron Johnson, die Draftrechte an Juan Vaulet, fünf Picks für die erste Runde und zwei Picks für die zweite Runde im NBA-Draft.

## Aktueller Kader
| Nr. | Nat.                                            | Name              | Position       | Geburt     | Größe  | Info | College    |
| --- | ----------------------------------------------- | ----------------- | -------------- | ---------- | ------ | ---- | ---------- |
| 0   | Vereinigte Staaten                              | Dariq Whitehead   | Forward        | 01.08.2004 | 201 cm |      | Duke       |
| 1   | Vereinigte Staaten                              | D'Angelo Russell  | Guard          | 23.02.1996 | 191 cm |      | Ohio State |
| 2   | Vereinigte Staaten                              | Cameron Johnson   | Forward        | 03.03.1996 | 203 cm |      | UNC        |
| 4   | Vereinigte Staaten                              | Reese Beekman     | Guard          | 08.10.2001 | 191 cm | G R  | Virginia   |
| 8   | Vereinigte Staaten                              | Ziaire Williams   | Forward        | 12.09.2001 | 206 cm |      | Stanford   |
| 9   | Vereinigte Staaten                              | Trendon Watford   | Forward        | 09.11.2000 | 203 cm |      | LSU        |
| 10  | Vereinigte Staaten                              | Kendall Brown     | Guard/Forward  | 11.05.2003 | 201 cm | G    | Baylor     |
| 12  | Vereinigtes Konigreich                          | Tosan Evbuomwan   | Forward        | 16.02.2001 | 201 cm |      | Princeton  |
| 13  | Vereinigte Staaten                              | Tyrese Martin     | Guard          | 07.03.1999 | 198 cm | G    | UConn      |
| 14  | Vereinigte Staaten                              | De'Anthony Melton | Guard          | 28.05.1998 | 191 cm |      | USC        |
| 20  | Vereinigte Staaten                              | Day'Ron Sharpe    | Forward        | 06.11.2001 | 206 cm |      | UNC        |
| 21  | Vereinigte Staaten                              | Noah Clowney      | Forward        | 14.07.2004 | 208 cm |      | Alabama    |
| 22  | Vereinigte Staaten                              | Jalen Wilson      | Forward        | 04.11.2000 | 203 cm |      | Kansas     |
| 24  | Vereinigte Staaten                              | Cam Thomas        | Guard          | 13.10.2001 | 191 cm |      | LSU        |
| 27  | Vereinigte Staaten                              | Maxwell Lewis     | Forward        | 27.07.2002 | 201 cm |      | Pepperdine |
| 33  | Jungferninseln Amerikanische Vereinigte Staaten | Nicolas Claxton   | Forward/Center | 17.04.1999 | 211 cm |      | Georgia    |
| 45  | Vereinigte Staaten                              | Keon Johnson      | Guard          | 10.03.2002 | 196 cm |      | Tennessee  |

| Nat.               | Name               | Position       |
| ------------------ | ------------------ | -------------- |
| Vereinigte Staaten | Jordi Fernandez    | Head Coach     |
| Vereinigte Staaten | Jay Hernandez      | Assistenzcoach |
| Vereinigte Staaten | Juwan Howard       | Assistenzcoach |
| Vereinigte Staaten | Steve Hetzel       | Assistenzcoach |
| Vereinigte Staaten | Ryan Forehan-Kelly | Assistenzcoach |
| Vereinigte Staaten | Connor Griffin     | Assistenzcoach |
| Vereinigte Staaten | Dutch Gaitley      | Assistenzcoach |
| unbekannt          | Jonathan Filipe    | Trainer        |

| Abk. | Bedeutung                       |
| ---- | ------------------------------- |
| Nr.  | Trikotnummer                    |
| Nat. | Nationalität                    |
| C    | Mannschaftskapitän              |
| R    | Rookie                          |
| G    | Two-way contract                |
| S    | Suspension                      |
|      | Verletzungsbedingte Inaktivität |

## Spielorte
Zu ihrer Zeit in New Jersey war das dortige Izod Center von 1981 bis 2010 die Heimhalle der Nets. Nachdem der Umzug nach Brooklyn konkreter wurde, entschieden sich die Nets die letzten beiden Jahre in New Jersey im Prudential Center zu spielen. Im Sommer 2012 erfolgte schließlich der Umzug ins neue Barclays Center in Brooklyn. Die Arena bietet 18.000 Zuschauern Platz bei Heimspielen der Nets.

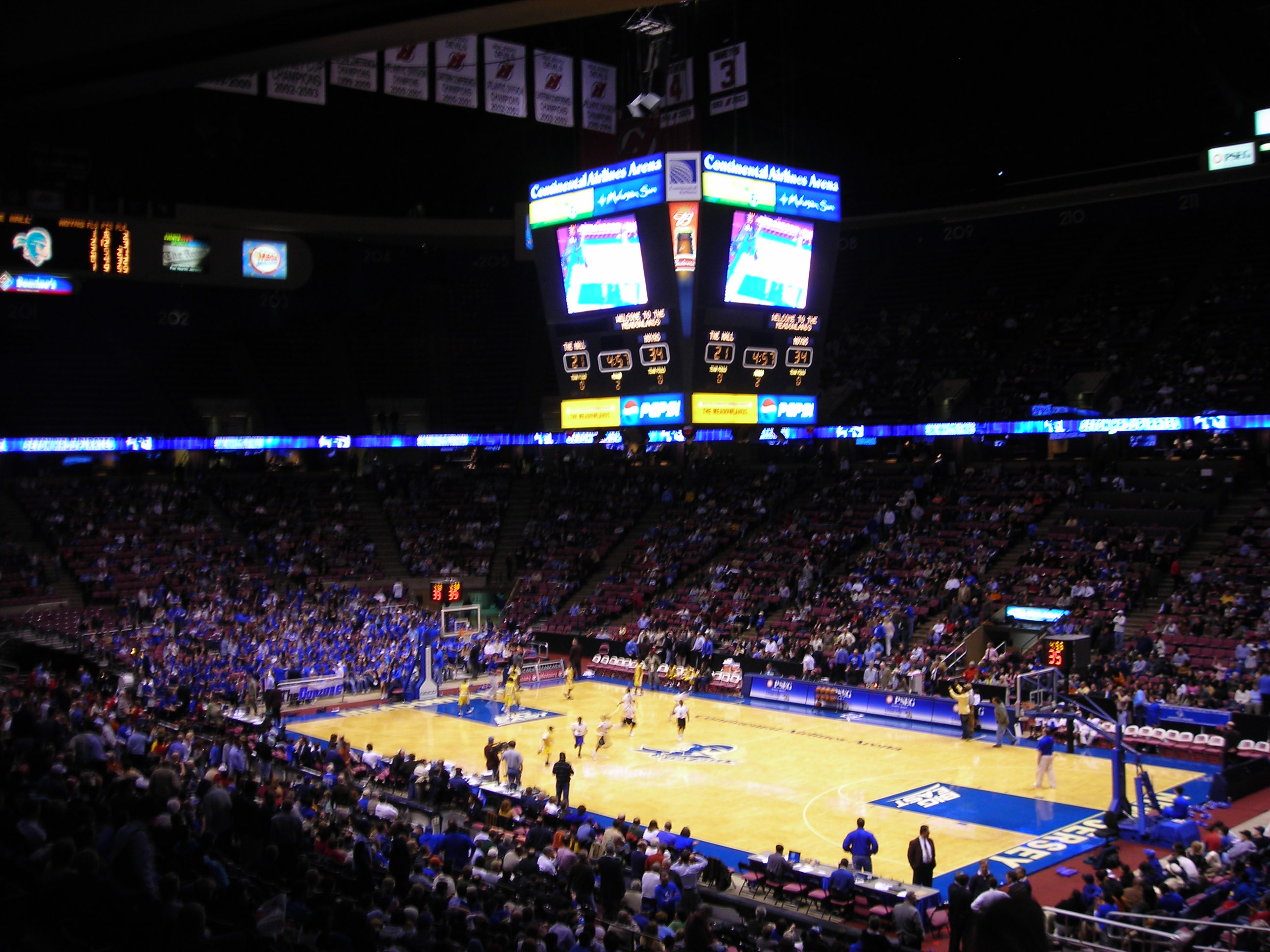
Das Izod Center war von 1981 bis 2010 die Heimhalle der Nets
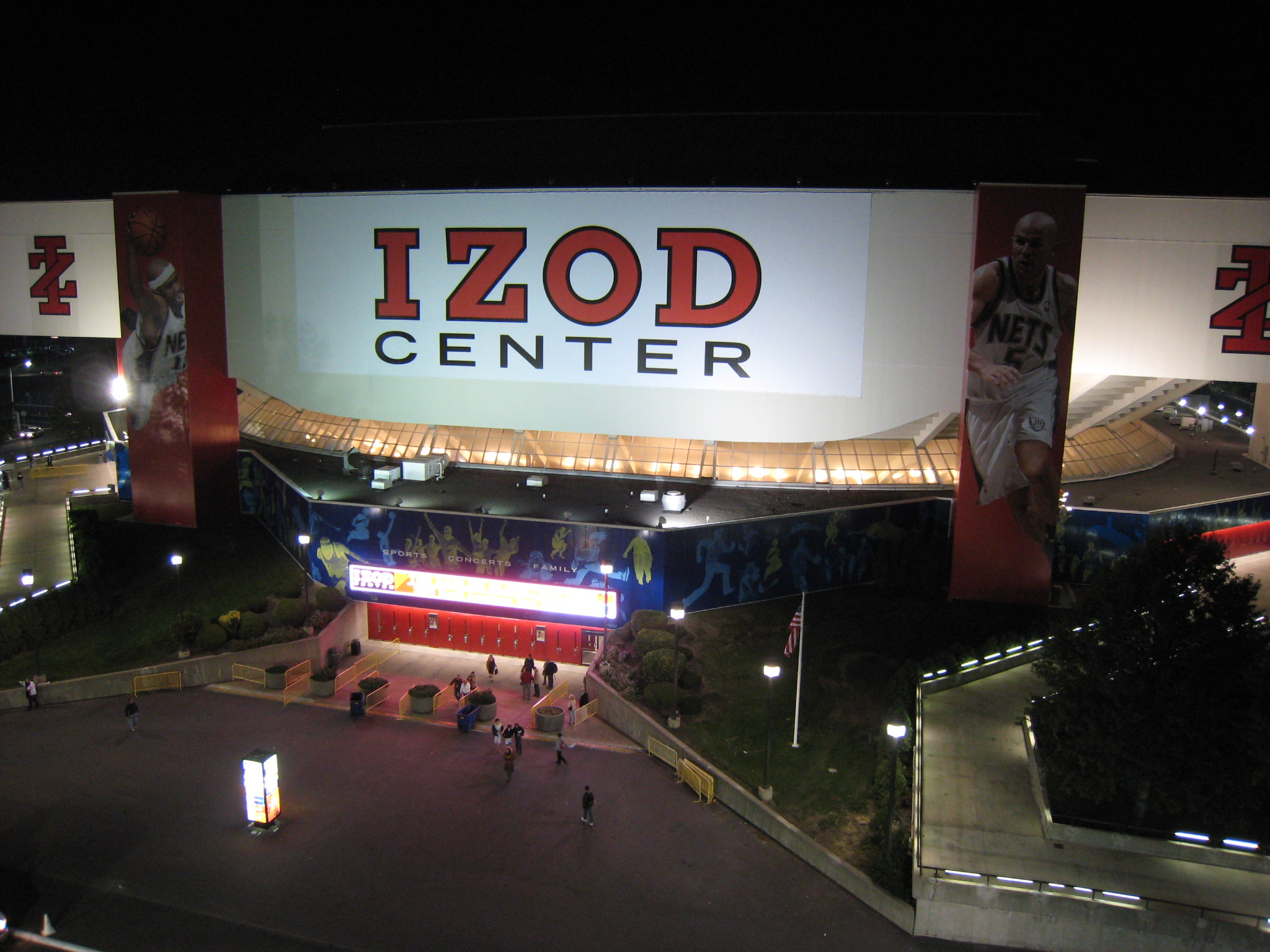
Das Izod Center im Jahr 2007
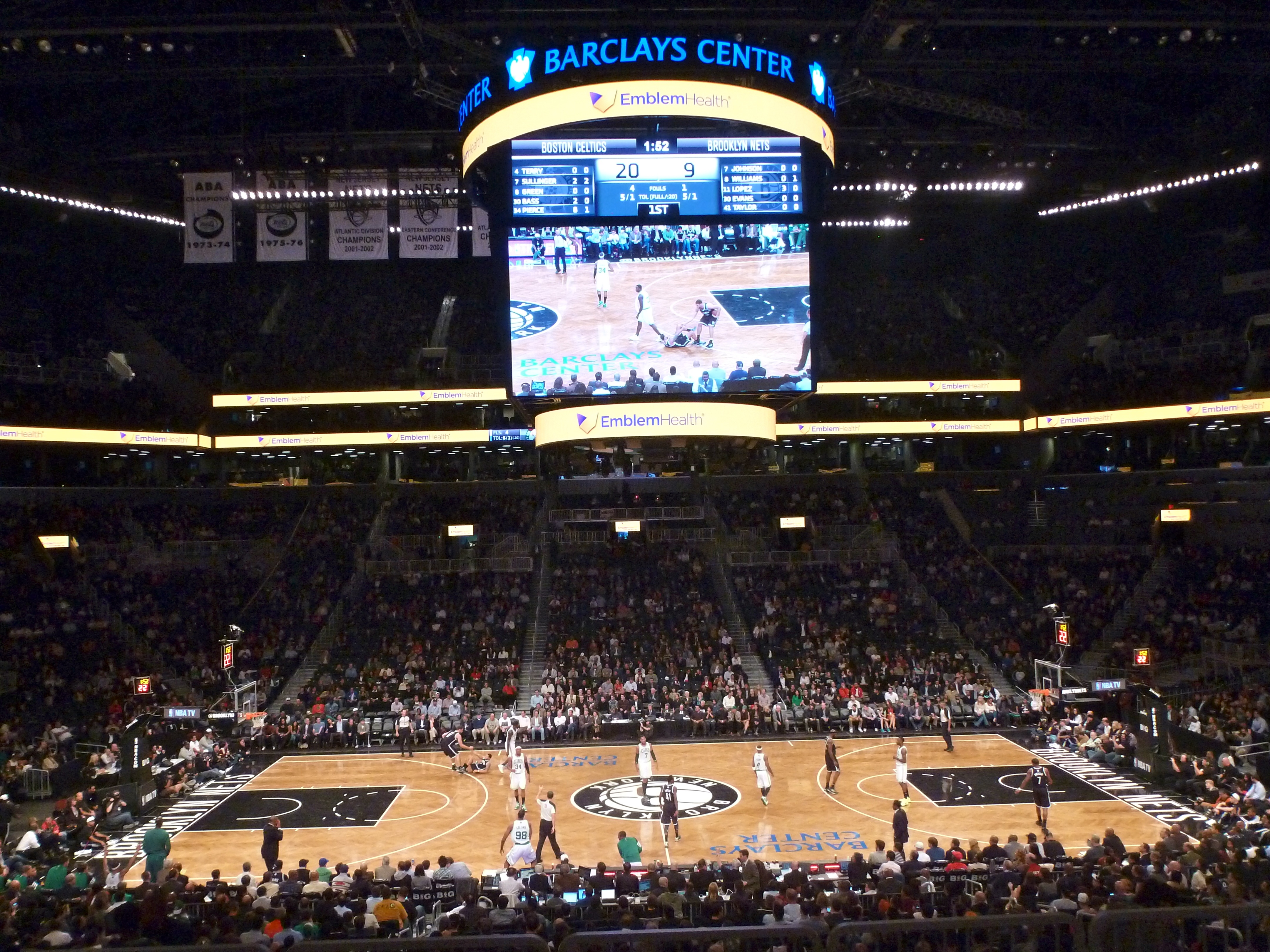
Das Barclays Center bei einem Heimspiel der Nets im Jahr 2012
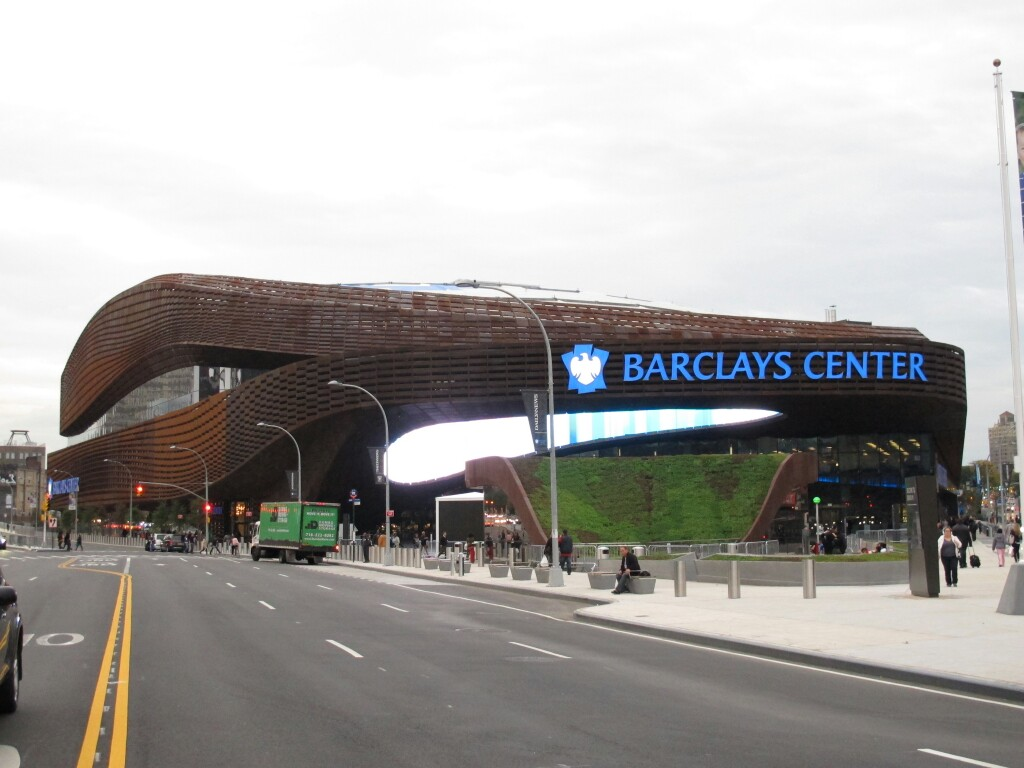
Eine Außenaufnahme des Barclays Centers

## Ehrungen und nennenswerte Leistungen

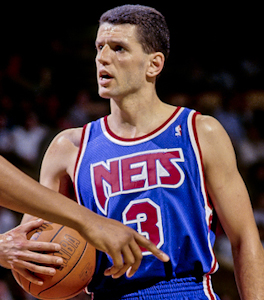
Dražen Petrović

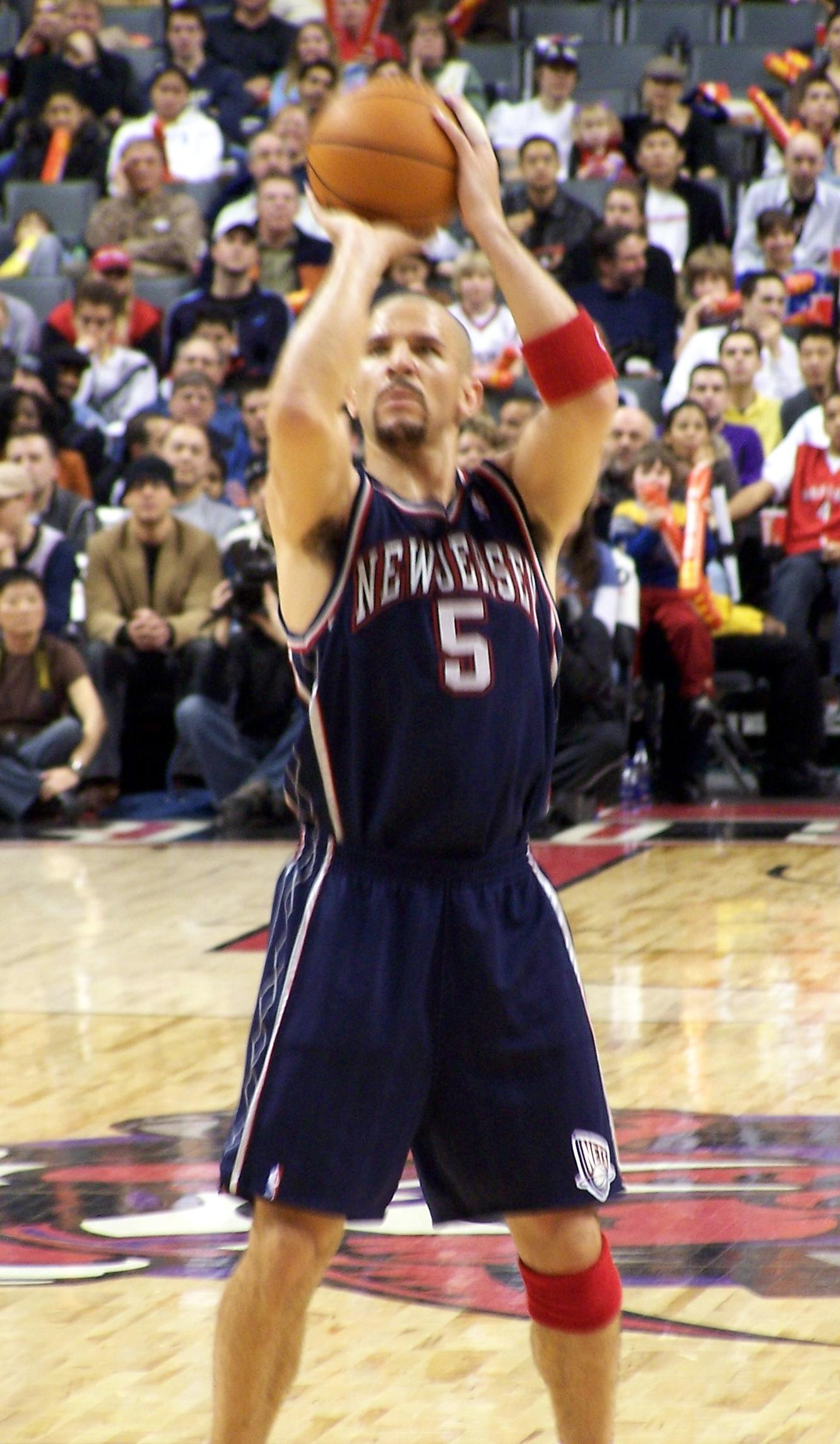
Point Guard Jason Kidd im Trikot der Nets

| Nr. | Nat.               | Name            | Position       | Zeit      |
| --- | ------------------ | --------------- | -------------- | --------- |
| 3   | Kroatien           | Dražen Petrović | Guard          | 1991–1993 |
| 4   | Vereinigte Staaten | Wandell Ladner  | Forward        | 1973–1975 |
| 5   | Vereinigte Staaten | Jason Kidd      | Guard          | 2001–2008 |
| 23  | Vereinigte Staaten | John Williamson | Guard          | 1973–1980 |
| 25  | Vereinigte Staaten | Bill Melchionni | Guard          | 1969–1976 |
| 32  | Vereinigte Staaten | Julius Erving   | Forward-Guard  | 1973–1976 |
| 52  | Vereinigte Staaten | Buck Williams   | Forward-Center | 1982–1989 |

| Name                   | aktueller Verein |
| ---------------------- | ---------------- |
| Kenny Anderson         | Karriere beendet |
| Rick Barry             | Karriere beendet |
| Otis Birdsong          | Karriere beendet |
| Vince Carter           | Karriere beendet |
| Maurice Cheeks         | Karriere beendet |
| Derrick Coleman        | Karriere beendet |
| Kevin Durant           | Phoenix Suns     |
| Julius Erving          | Karriere beendet |
| Mike Gminski           | Karriere beendet |
| Devin Harris           | Free Agent       |
| Kyrie Irving           | Dallas Mavericks |
| Richard Jefferson      | Karriere beendet |
| Joe Johnson            | Detroit Pistons  |
| Paul Pierce            | Karriere beendet |
| Kevin Garnett          | Karriere beendet |
| Jason Kidd             | Karriere beendet |
| Kerry Kittles          | Karriere beendet |
| Brook Lopez            | Milwaukee Bucks  |
| Stephon Marbury        | Karriere beendet |
| Kenyon Martin          | Karriere beendet |
| Dražen Petrović        | † 1993           |
| Micheal Ray Richardson | Karriere beendet |
| Keith Van Horn         | Karriere beendet |
| Deron Williams         | Karriere beendet |
| Jayson Williams        | Karriere beendet |
| Buck Williams          | Karriere beendet |

## Statistiken
| Jahr                 | Siege:Niederlagen    | Siege [%]            | Play-offs                                                             |                      |                      |                      |                      |                      |                      |                      |                      |                      |                      |
| New Jersey Americans | New Jersey Americans | New Jersey Americans | New Jersey Americans                                                  | New Jersey Americans | New Jersey Americans | New Jersey Americans | New Jersey Americans | New Jersey Americans | New Jersey Americans | New Jersey Americans | New Jersey Americans | New Jersey Americans | New Jersey Americans |
| -------------------- | -------------------- | -------------------- | --------------------------------------------------------------------- | -------------------- | -------------------- | -------------------- | -------------------- | -------------------- | -------------------- | -------------------- | -------------------- | -------------------- | -------------------- |
| 1967/68              | 36:42                | 46,2                 | Nicht für die Play-offs qualifiziert.                                 |                      |                      |                      |                      |                      |                      |                      |                      |                      |                      |
| New York Nets        |                      |                      |                                                                       |                      |                      |                      |                      |                      |                      |                      |                      |                      |                      |
| 1968/69              | 17:61                | 21,8                 | Nicht für die Play-offs qualifiziert.                                 |                      |                      |                      |                      |                      |                      |                      |                      |                      |                      |
| 1969/70              | 39:45                | 46,4                 | 3:4 in den Eastern Division-Halbfinals gegen die Kentucky Colonels    |                      |                      |                      |                      |                      |                      |                      |                      |                      |                      |
| 1970/71              | 40:44                | 47,6                 | 2:4 in den Eastern Division-Halbfinals gegen die Virginia Squires     |                      |                      |                      |                      |                      |                      |                      |                      |                      |                      |
| 1971/72              | 44:40                | 52,4                 | 2:4 in den ABA-Finals gegen die Indiana Pacers                        |                      |                      |                      |                      |                      |                      |                      |                      |                      |                      |
| 1972/73              | 30:54                | 35,7                 | 1:4 in den Eastern Division Halbfinals gegen die Carolina Cougars     |                      |                      |                      |                      |                      |                      |                      |                      |                      |                      |
| 1973/74              | 55:29                | 65,5                 | ABA-Meister mit 4:1 gegen die Utah Stars                              |                      |                      |                      |                      |                      |                      |                      |                      |                      |                      |
| 1974/75              | 58:26                | 69,0                 | 1:4 in den Eastern Division-Halbfinals gegen die Spirits of St. Louis |                      |                      |                      |                      |                      |                      |                      |                      |                      |                      |
| 1975/76              | 55:29                | 65,5                 | ABA-Meister mit 4:2 gegen die Denver Nuggets                          |                      |                      |                      |                      |                      |                      |                      |                      |                      |                      |
| Gesamt               | 374:370              | 50,3                 | 37:32 in den Playoffs (53,6 %) – 2 ABA-Meisterschaften                |                      |                      |                      |                      |                      |                      |                      |                      |                      |                      |

1. ↑  0:1 im Eastern Division Pre-Play-off – Tie-Break gegen die Kentucky Colonels
geht nicht in die Play-off-Bilanz ein.

| Jahr            | Siege:Niederlagen | Siege [%]     | Play-offs                                                              |               |               |               |               |               |               |               |               |               |               |
| New York Nets   | New York Nets     | New York Nets | New York Nets                                                          | New York Nets | New York Nets | New York Nets | New York Nets | New York Nets | New York Nets | New York Nets | New York Nets | New York Nets | New York Nets |
| --------------- | ----------------- | ------------- | ---------------------------------------------------------------------- | ------------- | ------------- | ------------- | ------------- | ------------- | ------------- | ------------- | ------------- | ------------- | ------------- |
| 1976/77         | 22:60             | 26,8          | Nicht für die Play-offs qualifiziert.                                  |               |               |               |               |               |               |               |               |               |               |
| New Jersey Nets |                   |               |                                                                        |               |               |               |               |               |               |               |               |               |               |
| 1977/78         | 24:58             | 29,3          | Nicht für die Play-offs qualifiziert.                                  |               |               |               |               |               |               |               |               |               |               |
| 1978/79         | 37:45             | 45,1          | 0:2 in der ersten Runde gegen die Philadelphia 76ers                   |               |               |               |               |               |               |               |               |               |               |
| 1979/80         | 34:48             | 41,5          | Nicht für die Play-offs qualifiziert.                                  |               |               |               |               |               |               |               |               |               |               |
| 1980/81         | 24:58             | 29,3          | Nicht für die Play-offs qualifiziert.                                  |               |               |               |               |               |               |               |               |               |               |
| 1981/82         | 44:38             | 53,7          | 0:2 in der ersten Runde gegen die Washington Bullets                   |               |               |               |               |               |               |               |               |               |               |
| 1982/83         | 49:33             | 59,8          | 0:2 in der ersten Runde gegen die New York Knicks                      |               |               |               |               |               |               |               |               |               |               |
| 1983/84         | 45:37             | 54,9          | 2:4 in den Eastern Conference-Halbfinals gegen die Milwaukee Bucks     |               |               |               |               |               |               |               |               |               |               |
| 1984/85         | 42:40             | 51,2          | 0:3 in der ersten Runde gegen die Detroit Pistons                      |               |               |               |               |               |               |               |               |               |               |
| 1985/86         | 39:43             | 47,6          | 0:3 in der ersten Runde gegen die Milwaukee Bucks                      |               |               |               |               |               |               |               |               |               |               |
| 1986/87         | 24:58             | 29,3          | Nicht für die Play-offs qualifiziert.                                  |               |               |               |               |               |               |               |               |               |               |
| 1987/88         | 19:63             | 23,2          | Nicht für die Play-offs qualifiziert.                                  |               |               |               |               |               |               |               |               |               |               |
| 1988/89         | 26:56             | 31,7          | Nicht für die Play-offs qualifiziert.                                  |               |               |               |               |               |               |               |               |               |               |
| 1989/90         | 17:65             | 48,8          | Nicht für die Play-offs qualifiziert.                                  |               |               |               |               |               |               |               |               |               |               |
| 1990/91         | 26:56             | 52,4          | Nicht für die Play-offs qualifiziert.                                  |               |               |               |               |               |               |               |               |               |               |
| 1991/92         | 40:42             | 54,9          | 1:3 in der ersten Runde gegen die Cleveland Cavaliers                  |               |               |               |               |               |               |               |               |               |               |
| 1992/93         | 43:39             | 36,6          | 2:3 in der ersten Runde gegen die Cleveland Cavaliers                  |               |               |               |               |               |               |               |               |               |               |
| 1993/94         | 45:37             | 54,9          | 1:3 in der ersten Runde gegen die New York Knicks                      |               |               |               |               |               |               |               |               |               |               |
| 1994/95         | 30:52             | 36,6          | Nicht für die Play-offs qualifiziert.                                  |               |               |               |               |               |               |               |               |               |               |
| 1995/96         | 30:52             | 36,6          | Nicht für die Play-offs qualifiziert.                                  |               |               |               |               |               |               |               |               |               |               |
| 1996/97         | 26:56             | 31,7          | Nicht für die Play-offs qualifiziert.                                  |               |               |               |               |               |               |               |               |               |               |
| 1997/98         | 43:39             | 52,4          | 0:3 in der ersten Runde gegen die Chicago Bulls                        |               |               |               |               |               |               |               |               |               |               |
| 1998/99         | 16:34             | 32,0          | Nicht für die Play-offs qualifiziert.                                  |               |               |               |               |               |               |               |               |               |               |
| 1999/00         | 31:51             | 37,8          | Nicht für die Play-offs qualifiziert.                                  |               |               |               |               |               |               |               |               |               |               |
| 2000/01         | 26:56             | 31,7          | Nicht für die Play-offs qualifiziert.                                  |               |               |               |               |               |               |               |               |               |               |
| 2001/02         | 52:30             | 63,4          | 0:4 in den NBA-Finals gegen die Los Angeles Lakers                     |               |               |               |               |               |               |               |               |               |               |
| 2002/03         | 49:33             | 59,8          | 2:4 in den NBA-Finals gegen die San Antonio Spurs                      |               |               |               |               |               |               |               |               |               |               |
| 2003/04         | 47:35             | 57,3          | 3:4 in den Eastern Conference-Halbfinals gegen die Detroit Pistons     |               |               |               |               |               |               |               |               |               |               |
| 2004/05         | 42:40             | 51,2          | 0:4 in der ersten Runde gegen die Miami Heat                           |               |               |               |               |               |               |               |               |               |               |
| 2005/06         | 49:33             | 59,8          | 1:4 in den Eastern Conference-Halbfinals gegen die Miami Heat          |               |               |               |               |               |               |               |               |               |               |
| 2006/07         | 41:41             | 50,0          | 2:4 in den Eastern Conference-Halbfinals gegen die Cleveland Cavaliers |               |               |               |               |               |               |               |               |               |               |
| 2007/08         | 34:48             | 41,5          | Nicht für die Play-offs qualifiziert.                                  |               |               |               |               |               |               |               |               |               |               |
| 2008/09         | 34:48             | 41,5          | Nicht für die Play-offs qualifiziert.                                  |               |               |               |               |               |               |               |               |               |               |
| 2009/10         | 12:70             | 14,6          | Nicht für die Play-offs qualifiziert.                                  |               |               |               |               |               |               |               |               |               |               |
| 2010/11         | 24:58             | 29,3          | Nicht für die Play-offs qualifiziert.                                  |               |               |               |               |               |               |               |               |               |               |
| 2011/12         | 22:44             | 33,3          | Nicht für die Play-offs qualifiziert.                                  |               |               |               |               |               |               |               |               |               |               |
| Brooklyn Nets   |                   |               |                                                                        |               |               |               |               |               |               |               |               |               |               |
| 2012/13         | 49:33             | 59,8          | 3:4 in der ersten Runde gegen die Chicago Bulls                        |               |               |               |               |               |               |               |               |               |               |
| 2013/14         | 44:38             | 53,7          | 1:4 in den Eastern Conference-Halbfinals gegen die Miami Heat          |               |               |               |               |               |               |               |               |               |               |
| 2014/15         | 38:44             | 46,3          | 2:4 in der ersten Runde gegen die Atlanta Hawks                        |               |               |               |               |               |               |               |               |               |               |
| 2015/16         | 21:61             | 25,6          | Nicht für die Play-offs qualifiziert.                                  |               |               |               |               |               |               |               |               |               |               |
| 2016/17         | 20:62             | 24,4          | Nicht für die Play-offs qualifiziert.                                  |               |               |               |               |               |               |               |               |               |               |
| 2017/18         | 28:54             | 34,1          | Nicht für die Play-offs qualifiziert.                                  |               |               |               |               |               |               |               |               |               |               |
| 2018/19         | 42:40             | 51,2          | 1:4 in der ersten Runde gegen die Philadelphia 76ers                   |               |               |               |               |               |               |               |               |               |               |
| 2019/20         | 35:37             | 48,6          | 0:4 in der ersten Runde gegen die Toronto Raptors                      |               |               |               |               |               |               |               |               |               |               |
| 2020/21         | 48:24             | 66,7          | 3:4 in den Eastern Conference-Halbfinals gegen die Milwaukee Bucks     |               |               |               |               |               |               |               |               |               |               |
| 2021/22         | 44:38             | 53,7          | 0:4 in der ersten Runde gegen die Boston Celtics                       |               |               |               |               |               |               |               |               |               |               |
| 2022/23         | 45:37             | 54,9          | 0:4 in der ersten Runde gegen die Philadelphia 76ers                   |               |               |               |               |               |               |               |               |               |               |
| 2023/24         | 32:50             | 39,0          | Nicht für die Play-offs qualifiziert.                                  |               |               |               |               |               |               |               |               |               |               |
| 2024/25         | 26:56             | 31,7          | Nicht für die Play-offs qualifiziert.                                  |               |               |               |               |               |               |               |               |               |               |
| Gesamt          | 1680:2270         | 42,5          | 70:101 in den Playoffs (40,9 %)                                        |               |               |               |               |               |               |               |               |               |               |

| Liga   | Siege:Niederlagen | Gewonnen [%] | Playoffs                                               |
| ------ | ----------------- | ------------ | ------------------------------------------------------ |
| ABA    | 374:370           | 50,3         | 37:32 in den Playoffs (53,6 %) – 2 ABA-Meisterschaften |
| NBA    | 1680:2270         | 42,8         | 70:101 in den Play-offs (40,9 %)                       |
| Gesamt | 2054:2640         | 43,8         | 107:133 in den Play-offs (44,6 %)                      |